# Henrietta Ponsonby, hraběnka z Bessborough
Henrietta Ponsonby, hraběnka z Bessborough (16. června 1761 – 11. listopadu 1821), rozená Lady Henrietta Frances Spencerová (obecně nazývána Harriet) byla manželkou Frederika Ponsonbyho, 3. hraběte z Bessborough a matkou proslulé Caroline Lambové. Její otec John Spencer, 1. hrabě Spencer byl pravnukem Johna Churchilla, vévody z Marlborough. Její sestrou byla Georgiana Cavendish.
Jako nejmladší dítě zůstávala Harriet často v Anglii, když její rodiče a starší sestra Georgiana navštěvovali kvůli otcovu zdraví kontinent. Jako dítě byla Harriet slabá a nemocná, což vedlo její matku k tomu, aby ji poslala do zahraničí, myslela si, že zahraniční vzduch jí posílí. Nicméně, Harriet vyrostla do mladé ženy výjimečné krásy a inteligence, vtipné a sebevědomé. Uměla také dobře číst.
27. listopadu 1780 se Harriet provdala za vikomta Duncannona, anglo-irského šlechtice, který se stal později 3. hrabětem z Bessborough. Jejich manželství bylo obtížné, protože Harriet i její manžel byli zanícení hráči a často se ocitali v dluzích. Frederic, lord Bessborough, byl také známý tím, že Harriet zneužíval, často ponižoval na veřejných setkáních a požadoval, aby našla peníze na zaplacení jeho dluhů. V roce 1790 její manžel zahájil rozvodové řízení, ale pod intenzivním tlakem obou rodin souhlasil, že od rozvodu upustí. Z jejich manželství se narodily čtyři děti: John William, později 4. hrabě z Bessborough; Frederik; Caroline a William, 1. baron de Mauley.
Harriet měla během svého manželství mnoho milenců; jak jednou poznamenala: "Nikdy nemohu milovat trochu". Mezi jejími významnějšími milenci byli Richard Brinsley Sheridan, dramatik a politik strany Whigů, a Granville Leveson-Gower, 1. hrabě Granville, který se stal jejím nejtrvalejším milencem.
Z její aféry s Granvillem se narodily dvě nemanželské děti: Harriet Emma Arundel Stewartová, manželka George Osborna, 8. vévody z Leeds, a George Stewart. Harriet se podařilo před manželem skrýt svá těhotenství.
Z mladších obdivovatelů byl jejím oblíbencem William Lamb, ačkoli se pak zamiloval do její dcery Caroline. Přestože se Harriet snažila, aby se Caroline brzy vzala, měla pochybnosti (které by byly zcela opodstatněné), zda se k sobě William a Caroline hodí. Nicméně, kvůli své náklonnosti k Williamovi, dala souhlas k jejich sňatku.
Harriet často doprovázela svou sestru na politické události i na večírky. Byla si také velmi blízká s nejlepší přítelkyní své sestry Georgiany, Lady Elizabeth Fosterovou, se kterou byla často viděna na veřejnosti.
Harriet zemřela 11. listopadu 1821 v italské Florencii po smrti svého nejmladšího vnuka Henryho v Parmě.